# Illusorische Korrelation
Die illusorische Korrelation ist ein Effekt bei der intuitiven Zusammenschau von Phänomenen, wenn zwischen diesen eine objektiv nicht vorhandene Korrelation als deutlich wahrnehmbar angesehen wird. In der Sozialpsychologie wird sie zu den Urteilsheuristiken gezählt und ist Gegenstand in der Vorurteilsforschung.
Von der illusorischen Korrelation abzugrenzen ist die unbegründete Annahme einer Kausalität oder deren Wirkungsrichtung zwischen real korrelierenden Phänomenen (siehe Scheinkorrelation).
Ebenfalls abzugrenzen ist die Annahme, dass die Häufigkeit, mit der Medien über Ereignisse berichten, der tatsächlichen Häufigkeit der Ereignisse entspräche.

## Arten
Fiedler unterscheidet mindestens drei Varianten von illusorischen Korrelationen:
- Erwartungsbasierte Illusionen entstehen, wenn erwartete (einen vermuteten kausalen Zusammenhang bestätigende) Ereignisse stärker gewichtet oder kognitiv tiefer elaboriert werden als unerwartete (den kausalen Annahmen widersprechende). Dies liegt vielen sozialen Stereotypen zu Grunde. So werden „typisch“ weibliche Verhaltensweisen selbst dann häufiger Frauen zugeschrieben als Männern, wenn die objektive Häufigkeit exakt gleich ist.
- Eine andere Klasse von illusorischen Korrelationen ergibt sich infolge ungleicher Verarbeitung von gegebenen und fehlenden Merkmalen. Betrachtet man z. B. nur die Zahl der Todesopfer von Ereignissen oder aber nur die Zahl der Überlebenden, kann dies den Eindruck über das Verhältnis beider Zahlen verschieben.
- Schließlich werden eingebildete Korrelationen durch asymmetrische Befunderfassung begünstigt. Wenn in zwei Gruppen die gleiche Tendenz (z. B. mehr positives als negatives Verhalten) herrscht, über die eine Gruppe jedoch mehr Beobachtungen vorliegen, verleitet die höhere absolute Zahl der Befunde dazu, die Tendenz in der besser untersuchten Gruppe als deutlicher anzusehen.

### Salienz
Ein weiterer Faktor, sich zur Annahme einer Korrelation verleiten zu lassen, ist eine unterschiedliche Salienz (Auffälligkeit) der Beobachtungen.
Eine typische salienzbedingte Annahme von Korrelation ist die Behauptung, die Kriminalitätsrate unter Einwanderern sei höher als die unter Einheimischen. Salienzfaktoren sind hierbei, dass Migranten sich durch Phänotyp, Kleidung und Sprache von der Mehrheit abheben und dass sie infolge öffentlicher Diskurse in einem Aufmerksamkeitsfokus stehen. Dadurch können einzelne Vorkommnisse im Zusammenhang mit den „auffälligen“ Leuten den intuitiven Eindruck von Häufigkeit erhöhen. Werden die Personen später zu Einwanderern befragt, assoziieren sie diese eher mit den Ereignissen und bestätigen auf diese Weise ihre Vorurteile. Dieses Beispiel illustriert auch die Verfügbarkeitsheuristik.

## Beeinflussbarkeit
Als intuitives Urteil lässt sich eine illusorische Korrelation kommunikativ beeinflussen. Dies zeigt die Untersuchung von Ward und Jenkins. Versuchspersonen wurde erzählt, es gäbe Flugzeuge, die „Wolken säen“ könnten, um es daraus regnen zu lassen. Man bot ihnen danach Informationen zu 30 verschiedenen Tagen dar, die jeweils aussagten, ob es an diesem Tag geregnet hatte und ob die Flugzeuge Wolken „gesät“ hätten. Obwohl die Zusammenstellung von Regentagen und Wolkensaattagen vollständig auf Zufall beruhte, meinten viele Versuchspersonen, in den Daten zeitliche Koinzidenzen zu erkennen.